# أنتوني جرارد
أنتوني جرارد (بالإنجليزية: Anthony Gerrard) (6 فبراير 1987 المملكة المتحدة) هو لاعب كرة قدم بريطاني سابق كان يلعب كمدافع.

## روابط خارجية
- أنتوني جرارد على موقع قاعدة بيانات كرة القدم.إي يو (الإنجليزية)
- أنتوني جرارد على موقع Soccerbase.com (لاعب) (الإنجليزية)
- أنتوني جرارد على موقع Soccerway.com (الإنجليزية)
- أنتوني جرارد على موقع عالم كرة القدم.نت (الإنجليزية)